# Beno Kohen
Beno Kohen (hebr. בנו כהן, ang. Benno Cohen, ur. 30 września 1894 w Niemczech, zm. 24 listopada 1975 w Izraelu) – izraelski prawnik, działacz społeczny i polityk, w latach 1961–1965 poseł do Knesetu.

## Życiorys
Urodził się 30 września 1894 w Niemczech. Ukończył prawo na Uniwersytecie we Wrocławiu. Podczas I wojny światowej służył w armii niemieckiej. Działał w syjonistycznej organizacji studenckiej, był też jednym z przywódców organizacji młodzieżowej „Niebiesko-biali”. Pracował jako prawnik. W latach dwudziestych wielokrotnie wyjeżdżał do Palestyny, gdzie zajmował się planami rozwoju żydowskiego osadnictwa i rolnictwa. Działał w Agencji Żydowskiej. W latach 1933–1939 był sekretarzem generalnym i pełniącym obowiązki przewodniczącego niemieckiego oddziału Światowej Organizacji Syjonistycznej. W marcu 1939 negocjował z Adolfem Eichmannem warunki emigracji Żydów do Palestyny. Sam zdołał w tym samym roku opuścić hitlerowskie Niemcy i wyemigrować do Ziemi Izraela
Był jednym z założycieli i przywódców Partii Nowej Emigracji założonej w 1942, a po jej połączeniu z Partią Progresywną działał w kierownictwie również tego ugrupowania. Pracował jako przewodniczący sądu dyscyplinarnego pracowników państwowych, był też wykładowcą w Szkole Prawodawstwa i Ekonomii w Tel Awiwie. W 1960 był jedną z osób, które potwierdziły tożsamość nazistowskiego zbrodniarza Adolfa Eichmanna porwanego przez Mosad z Argentyny i przewiezionego do Izraela. Jego wspomnienia i świadectwo zostały złożone w Instytucie Jad Waszem, a także wykorzystane w książkach dotyczących procesu Eichmanna.
W 1959 doszło do połączenia Partii Progresywnej i Ogólnych Syjonistów i powstania Partii Liberalnej. Z listy tego ugrupowania Kohen po raz pierwszy i jedyny dostał się do izraelskiego parlamentu w wyborach parlamentarnych w 1961. W piątym Knesecie zasiadał w trzech komisjach: pracy, spraw wewnętrznych oraz konstytucyjno-prawnej. 16 marca 1965 znalazł się w grupie byłych działaczy Partii Progresywnej (Pinchas Rosen, Mosze Kol, Jizhar Harari, Jicchak Golan, Rachel Kohen-Kagan, Jehuda Sza’ari), którzy – w sprzeciwie przeciwko planowanemu połączeniu Liberałów z Herutem i stworzeniu Gahalu – opuścili Partię Liberalną tworząc nowe ugrupowanie – Niezależnych Liberałów.
Zmarł 24 listopada 1975 w Izraelu w wieku 81 lat.